# LV Festival Internacional de la Canción de Viña del Mar
El LV Festival Internacional de la Canción de Viña del Mar, o simplemente Viña 2014, se realizó en el Anfiteatro de la Quinta Vergara, en la ciudad chilena de Viña del Mar, del 23 al 28 de febrero de 2014.
La transmisión y producción del evento fue realizada por Chilevisión, que terminó ese año su contrato con la Municipalidad de Viña del Mar para encargarse del certamen, pero que luego renovó contrato con la municipalidad para encargarse de la transmisión por los próximos cuatro años. Por radio fue transmitido por ADN Radio Chile y Radio Pudahuel.[cita requerida]

## Animación
Tras las polémicas animaciones de años anteriores y muchas críticas negativas por parte de la gente, desatando también las pifias del público, Eva Gómez decidió dejar la animación del evento. Tiempo después, la animadora reveló que la decisión estuvo fuertemente motivada por su ruptura matrimonial con Pablo Morales, gerente de contenidos y programación de Chilevisión y director general del Festival de Viña, con quien estuvo casada tres años y por un cáncer de útero que le fue diagnosticado en 2013.
Fue así que Chilevisión confirmó para el puesto a Carolina de Moras, quien animó junto con Rafael Araneda.

## Artistas

### Musicales
- Ana Gabriel
- Jesse & Joy
- Gepe
- Los Tres
- La Sonora Palacios
- La Ley (con la participación especial de  Zeta Bosio)
- Carlos Vives
- Yandar & Yostin
- Ricky Martin
- Tommy Torres
- Alexis & Fido
- Melendi
- Paloma San Basilio
- Raphael
- Fito Páez
- Rod Stewart
- Laura Pausini

### Humoristas
- Rudy Rey
- Los Locos del Humor
- Gigi Martin
- Payahop
- Jorge Alís

### Artistas cancelados
- Lucero: Originalmente estaba contemplada la presencia de la cantante mexicana Lucero. Sin embargo, tras la polémica producida por las imágenes en las que se la veía cazando animales, la artista decidió cancelar su presentación.[3]
- Alejandro Fernández: El cantante mexicano sería el reemplazante de Lucero en el Festival, pero el cantante tuvo que cancelar su presentación luego de que sufriera un accidente mientras esquiaba en Colorado, lo cual le provocó una lesión en la rodilla derecha y debió guardar reposo durante las siguientes semanas. Su presentación fue reemplazada por el español Raphael.[4] No obstante, confirmó su participación para la versión 2015, y se presentó en el Festival de Viña del Mar el martes 24 de febrero, ganándose el cariño del público y ambos galardones (Gaviota de Plata y Gaviota de Oro).

## Desarrollo
|           | Obertura.                         |
|           | Competencia folclórica            |
|           | Competencia internacional.        |
| A / A     | Antorcha de plata / oro           |
| G / G / G | Gaviota de plata / oro            |
| UTC -3    | Hora de Chile (horario de verano) |

### Día 1 (domingo 23)
La primera noche del festival se inició con un acto de obertura contó con la Orquesta Filarmónica de Chile (agrupación esporádica con ex músicos del Teatro Municipal de Santiago), Mahani Teave (pianista pascuense), Miguel Ángel Pellao (tenor pehuenche) entre otros, interpretando "América" de Nino Bravo, para dar paso a los animadores, Carolina de Moras y Rafael Araneda. Posteriormente subió al escenario el cantante puertorriqueño Ricky Martin, quien con un show de casi dos horas se llevó todos los premios. Luego fue el turno de los humoristas chilenos Los Locos del Humor, cerrando el show la banda chilena Los Tres. La audiencia promedio entre las 21:45 y las 03:57 fue 28,8 puntos, con peaks de 41 puntos.
| N.º | Nombre | Descripción                         | Confirmación          | Actuación   | Sintonía | Premios                                 | Lista de temas / Rutina |
| --- | --- | ----------------------------------- | --------------------- | ----------- | -------- | --------------------------------------- | --- |
| O   | Orquesta Filarmónica de Chile (no confundir con Orquesta Sinfónica de Chile), Tiro de Gracia, Mahani Teave (pianista pascuense), Miguel Ángel Pellao (tenor pehuenche). | Obertura del Festival               | —                     | 21:59 22:08 | 00,0     | —                                       | "América" (Cover de Nino Bravo) |
| 1   | Ricky Martin | Cantante pop latino puertorriqueño. | 18 de octubre de 2013 | 22:26 00:17 | 33,8     | A (23:16) A (23:18) G (23:51) G (23:53) | Ver lista 1. Come With Me 2. Shake Your Bon-Bon 3. It's Alright 4. Vuelve 5. Livin' la vida loca 6. She Bangs 7. Loaded 8. Fuego de noche, nieve de día 9. María 10. Popurrí: El amor de mi vida / Fuego contra fuego / Te extraño, te olvido, te amo 11. Frío 12. Más 13. Lola, lola 14. La bomba 15. Pégate 16. Por arriba, por abajo 17. The Cup Of Life 18. Tu recuerdo (con Tommy Torres) 19. A medio vivir 20. Tal vez                                                                        |
| 2   | Los Locos del Humor | Dúo humorístico.                    | 17 de enero de 2014   | 00:27 01:23 | 40,8     | A (01:09) A (01:10) G (01:20)           | Ver listaTemas de los chistes: - Humor rápido - Dragon Ball - Suegras - Chistes cortos - Hip-hop - Chistes sin censura |
| 3   | Arsenium | Competencia internacional           | —                     | 01:29 01:34 | 00,0     | 4,8P                                    | "Rumadai" |
| 4   | Ninah | Competencia internacional           | —                     | 01:36 01:39 | 00,0     | 4,8P                                    | "No te olvides de mí" |
| 5   | Rufián Fuego | Competencia internacional           | —                     | 01:40 01:45 | 00,0     | 4,4P                                    | "Solicitud de amistad" |
| 6   | Ch'ila Jatun | Competencia folclórica              | —                     | 01:59 02:02 | 00,0     | 5,8P                                    | "Boquita de miel" |
| 7   | Polache | Competencia folclórica              | —                     | 02:03 02:05 | 00,0     | 4,4P                                    | "Hablo español" |
| 8   | Killary | Competencia folclórica              | —                     | 02:06 02:10 | 00,0     | 4,2P                                    | "Huaynito para cantar" |
| 9   | Los Tres | Banda chilena de jazz y rock.       | 18 de octubre de 2013 | 02:23 03:55 | 13,6     | A (03:30) A (03:31) G (03:41) G (03:43) | Ver lista 1. Sudapara 2. La torre de Babel 3. Morir de viejo 4. Hojas de té 5. Tírate 6. Hey Hey Hey 7. Olor a gas 8. De hacerse se va a hacer 9. Pájaros de fuego 10. Un amor violento 11. Pego el grito en cualquier parte 12. Estando en Viña del Mar 13. La vida que yo he pasado 14. Quién es la que viene ahí 15. Popurrí: He barrido el sol/ Jefe de jefes 16. Popurrí: La espada & la pared/Amigo (cover de Roberto Carlos) 17. Déjate caer 18. Tu cariño se me va (cover de Buddy Richard) |

### Día 2 (lunes 24)
La noche se inició con la presentación de Laura Pausini, quien obtuvo todos los premios. Luego llegó el turno del humorista Jorge Alis, quien se llevó también los 4 reconocimientos del público. Posteriormente se realizaron las competencias internacional y folclórica, para finalizar con la actuación del cantante Fito Páez, quien se llevó todos los premios del Festival de Viña.
| N.º | Nombre                        | Descripción                                      | Confirmación            | Actuación   | Sintonía | Premios                                 | Lista de temas / Rutina |
| --- | ----------------------------- | ------------------------------------------------ | ----------------------- | ----------- | -------- | --------------------------------------- | --- |
| 1   | Laura Pausini                 | Cantautora de baladas, pop rocklatino y europop. | 30 de mayo de 2013      | 22:16 00:01 | 44,0     | A (22:54) A (22:55) G (23:30) G (23:31) | Ver lista 1. Limpio 2. Entre tú y mil mares 3. Bienvenido 4. Primavera anticipada (It Is My Song) 5. En cambio no 6. Volveré junto a ti 7. Víveme 8. Quiero decirte que te amo 9. Las cosas que vives 10. Escucha atento 11. Emergencia de amor 12. Como si no nos hubiéramos amado 13. Gente 14. Inolvidable 15. Amores extraños 16. Se fue 17. La soledad 18. Gracias a la vida (fragmento) |
| 2   | Jorge Alís                    | Humorista.                                       | 17 de enero de 2014     | 00:13 01:16 | 42,1     | A (01:01) A (01:02) G (01:13) G (01:15) | Ver listaTemas de los chistes: - Stand-Up Comedy - Situaciones Chile/ Argentina - Situaciones con países de Latinoamérica - Sebastián Piñera - Chile/ Argentina - Francisco - Juegos - Tiendas y bancos - Situaciones cotidianas - Metro - En el hogar - La mujer - Casamiento - En el supermercado - En la calle - Celos - Ser chileno                                                       |
| 3   | Ally                          | Competencia internacional                        | —                       | 01:27 01:31 | 00,0     | 4,6P                                    | "Italopop" |
| 4   | Chloe Larsson                 | Competencia internacional                        | —                       | 01:32 01:34 | 00,0     | 5,1P                                    | "Over the line" |
| 5   | Jeffery Straker               | Competencia internacional                        | —                       | 01:36 01:40 | 00,0     | 5,9P                                    | "Hypnotized" |
| 6   | La Pájara                     | Competencia folclórica                           | —                       | 01:51 01:54 | 00,0     | 6,1P                                    | "La retirada" |
| 7   | Carmen Grijalva y Pepe Ubilla | Competencia folclórica                           | —                       | 01:55 01:58 | 00,0     | 5,0P                                    | "Bailando bomba" |
| 8   | Fáber Grajales y Aguambó Iré  | Competencia folclórica                           | —                       | 02:00 02:03 | 00,0     | 5,3P                                    | "Pa' dormí tranquilo" |
| 9   | Fito Páez                     | Cantautor rock argentino.                        | 11 de diciembre de 2013 | 02:15 03:36 | 16,1     | A (02:53) A (02:54) G (03:25) G (03:26) | Ver lista 1. El amor después del amor 2. 11 y 6 3. El chico de la tapa 4. Llueve sobre mojado 5. Yo te amo 6. Circo Beat 7. Margarita 8. Te vi (Un vestido y un amor) 9. Naturaleza sangre 10. Al lado del camino 11. Polaroid de Locura Ordinaria 12. Ciudad de pobres corazones 13. A rodar mi vida 14. Dar es dar 15. Mariposa Tecknicolor                                                 |

### Día 3 (martes 25)
El espectáculo se inició con la actuación de la mexicana Ana Gabriel, quien recibió los 4 galardones y el premio a la Artista más popular de este certamen. Le siguió el turno al humorista musical, Rudy Rey, quien con sus imitaciones a diversos artistas no consiguió encantar al público y se transformó en la primera víctima del Monstruo en ser «devorado». Estuvo 26 minutos en el escenario y se marchó entre pifias y sin premio alguno. Posteriormente se presentaron las competencias internacional y folclórica, dando término a la jornada el cantante español Raphael, quien consiguió las 4 distinciones del evento.
| N.º | Nombre       | Descripción                                             | Confirmación          | Actuación   | Sintonía | Premios                                 | Lista de temas / Rutina |
| --- | ------------ | ------------------------------------------------------- | --------------------- | ----------- | -------- | --------------------------------------- | --- |
| 1   | Ana Gabriel  | Cantautora mexicana de Baladas, rancheras y pop latino. | 12 de mayo de 2013    | 22:15 00:01 | 47,0     | A (23:00) A (23:02) G (23:51) G (23:53) | Ver lista 1. Soy como soy 2. Cómo olvidar 3. Ahora 4. Huelo a soledad 5. Sin problemas 6. Destino 7. A tu lado 8. Soledad 9. Mar y arena 10. A pesar de todos 11. Tú lo decidiste 12. Ahora es demasiado tarde. 13. Cigarrillo 14. Mi talismán 15. No entiendo (fragmento) 16. Hasta que te conocí 17. Pecado original 18. Popurrí: Amiga/Evidencias 19. Y aquí estoy 20. Ni un roce 21. Ay amor (fragmento) 22. Luna 23. Quién como tú 24. Simplemente amigos 25. Gracias a la vida            |
| 2   | Rudy Rey     | Humorista musical.                                      | 18 de octubre de 2013 | 00:15 00:41 | 39,1     |                                         | Ver lista - Imitación de Chayanne - Imitación de Ricardo Arjona - Imitación de Zalo Reyes - Imitación de Prince Royce - Imitación de Carlos Vives - Imitación de Fabricio Vasconcellos - Imitación de Ricky Martin - Imitación de Shakira - Imitación árabe - Imitación de Luis Miguel - Imitación de Gondwana - Imitación de Nene Malo - Imitación de Los Wachiturros - Imitación de Don Omar - Imitación de Américo                                                                           |
| 3   | Arsenium     | Competencia internacional                               | —                     | 00:49 00:53 | 00,0     | 4,6P                                    | "Rumadai" |
| 4   | Ninah        | Competencia internacional                               | —                     | 00:55 00:58 | 00,0     | 4,6P                                    | "No te olvides de mí" |
| 5   | Rufián Fuego | Competencia internacional                               | —                     | 00:59 01:02 | 00,0     | 4,2P                                    | "Solicitud de amistad" |
| 6   | Ch'ila Jatun | Competencia folclórica                                  | —                     | 01:14 01:18 | 00,0     | 6,1P                                    | "Boquita de miel" |
| 7   | Polache      | Competencia folclórica                                  | —                     | 01:20 01:23 | 00,0     | 4,7P                                    | "Hablo español" |
| 8   | Killary      | Competencia folclórica                                  | —                     | 01:24 01:28 | 00,0     | 5,2P                                    | "Huaynito para cantar" |
| 9   | Raphael      | Cantante español de baladas.                            | 14 de febrero de 2014 | 01:40 03:32 | 19,2     | A (02:51) A (02:52) G (03:15) G (03:15) | Ver lista 1. Si ha de ser así 2. La noche 3. Mi gran noche 4. Ella ya me olvidó 5. Despertar al amor 6. Digan lo que digan 7. Dímelo 8. Yo sigo siendo aquel 9. Gracias a la vida 10. Un día más 11. Hablemos del amor 12. Estuve enamorado 13. Cuando tú no estás 14. Desde aquel día 15. Por una tontería 16. ¡Detenedla ya! 17. No puedo arrancarte de mí 18. Maravilloso corazón 19. Adoro 20. Nostalgia 21. En carne viva 22. Escándalo 23. ¡Qué sabe nadie! 24. Balada triste de trompeta |

### Día 4 (miércoles 26)
La noche comenzó con la presentación del grupo chileno La ley que contaba con la presencia de Zeta Bosio, el exbajista de la mítica banda argentina Soda Stereo que se sumó a la formación estable del grupo. Obtuvieron los 4 premios del Festival. En mitad de su presentación se filtraron las canciones que tocarían en la Quinta Vergara y durante su presentación homenajearon a su excompañero Andrés Bobe, fundador de la banda fallecido en 1994 y al músico argentino Gustavo Cerati, quien se encuentra en coma desde el año 2010. El encargado de liderar el homenaje a Gustavo fue Zeta Bosio quien tomó el micrófono e hizo un pequeño discurso que sirvió de preludio del homenaje. La animadora del Festival, Carolina de Moras, habla de la importancia de homenajear a "los que ya no están", lo cual fue duramente criticado por algunos usuarios de la red social Twitter suponiendo que la animadora daba por muerto a Cerati, mientras otros afirmaron que sólo se refería a Bobe, pudiendo también interpretarse en el sentido literal de su frase: Cerati "ya no está" en los escenarios. Gepe y Zeta Bosio al ser mencionados no se encontraban en sus puestos. Posteriormente se presentó Carlos Vives, quien consigue todos los premios del Festival y que durante su actuación hace mención a una pareja a la que le piden matrimonio. Posteriormente actuó Gepe, quien también se llevó todos los premios y luego se presentaron las competencias internacional y folclórica. La noche finalizó con la presentación de Yandar & Yostin a altas horas de la madrugada con escaso público en la Quinta Vergara. Chilevisión transmitió su primer tema y finalizó la transmisión, pero continuó la transmisión en las radios ADN y Pudahuel. Finalizó su presentación a las 04:33 h.
| N.º | Nombre                        | Descripción                                            | Confirmación            | Actuación               | Sintonía | Premios                                 | Lista de temas / Rutina |
| --- | ----------------------------- | ------------------------------------------------------ | ----------------------- | ----------------------- | -------- | --------------------------------------- | --- |
| 1   | La Ley                        | Banda chilena de pop rock y melódico.                  | 18 de octubre de 2013   | 22:15 00:10             | 00,0     | A (23:20) A (23:21) G (23:48) G (23:49) | Ver lista 1. Día cero 2. Hombre 3. Tejedores de ilusión 4. Prisioneros de la piel 5. Angie 6. Desiertos 7. Doble opuesto 8. Olvidar 9. Animal 10. Fuera de mí 11. Intenta amar 12. Mentira 13. I.L.U. (homenaje a Andrés Bobe) 14. 1 800 dual 15. Paraíso 16. Autorruta 17. Aquí 18. Más allá 19. Crimen (homenaje a Gustavo Cerati) 20. El duelo |
| 2   | Carlos Vives                  | Cantante colombiano de vallenato, cumbia y pop latino. | 8 de enero de 2014      | 00:23 02:00             | 00,0     | A (01:04) A (01:05) G (01:34) G (01:35) | Ver lista 1. Cómo le gusta a tu cuerpo 2. Déjame entrar 3. Carito 4. Bailar contigo 5. Fruta fresca 6. Voy a olvidarme de mí 7. Volví a nacer 8. Pa' Mayté 9. Matilde Lina 10. Tu amor eterno 11. Hamaca grande 12. La gota fría 13. La foto de los dos 14. La cañaguatera 15. Quiero verte sonreír 16. La tierra del olvido                      |
| 3   | Gepe                          | Cantante chileno de electropop, indiepop y indiefolk.  | 20 de diciembre de 2013 | 02:13 03:06             | 00,0     | A (02:40) A (02:41) G (02:54) G (02:55) | Ver lista 1. En la naturaleza (4-3-2-1-0) (junto a Pedropiedra) 2. Por la ventana 3. Con un solo zapato no se puede caminar 4. Libre 5. Fruta y té 6. Un día ayer (junto a Javiera Mena) 7. Bacán tu casa 8. Hoy día la fiesta 9. Alfabeto (junto a Juanita Parra) 10. Bomba Chaya 11. Platina 12. Celosía                                        |
| 4   | Ally                          | Competencia internacional                              | —                       | 03:20 03:23             | 00,0     | 4,1P                                    | "Italopop" |
| 5   | Chloe Larsson                 | Competencia internacional                              | —                       | 03:24 03:27             | 00,0     | 5,7P                                    | "Over the line" |
| 6   | Jeffery Straker               | Competencia internacional                              | —                       | 03:28 03:32             | 00,0     | 6,1P                                    | "Hypnotized" |
| 7   | La Pájara                     | Competencia folclórica                                 | —                       | 03:38 03:41             | 00,0     | 6,4P                                    | "La retirada" |
| 8   | Carmen Grijalva y Pepe Ubilla | Competencia folclórica                                 | —                       | 03:42 03:46             | 00,0     | 4,8P                                    | "Bailando bomba" |
| 9   | Fáber Grajales y Aguambó Iré  | Competencia folclórica                                 | —                       | 03:47 03:50             | 00,0     | 5,4P                                    | "Pa' dormí tranquilo" |
| 10  | Yandar & Yostin               | Dúo colombiano reguetonero.                            | 10 de enero de 2014     | 03:57 04:00(1) 04:29(2) | 00,0     | A (04:20) A (04:21)                     | Ver lista 1. Te pintaron pajaritos 2. Mi amante 3. Solo es mejor 4. Kripi Kripi 5. Entre primos 6. Te pintaron pajaritos 7. Te pintaron pajaritos |

(1): Cierre de transmisiones televisivas 
(2): Fin real del show

### Día 5 (jueves 27)
La noche comenzó con Rod Stewart, quien se presentó y consiguió todos los premios. Posteriormente, el humorista Gigi Martin también consiguió los 4 premios del Festival en los 40 minutos de su presentación. Luego llegó el turno de Paloma San Basilio, quien se llevó también todos los premios. Después se presentaron las competencias internacional y folclórica y se dieron a conocer los ganadores. En el caso de la competencia folclórica existió un empate entre Chile y Bolivia y, la presidenta del jurado, Paloma San Basilio dirimió a favor de Chile. La noche finalizó con la presentación de la Sonora Palacios, que cumplía 52 años en la madrugada del 28 de febrero. Obtuvo todos los premios.
| N.º | Nombre                       | Descripción                                                             | Confirmación            | Actuación   | Sintonía | Premios                                 | Lista de temas / Rutina |
| --- | ---------------------------- | ----------------------------------------------------------------------- | ----------------------- | ----------- | -------- | --------------------------------------- | --- |
| 1   | Rod Stewart                  | Cantante británico de rock, soul, pop, hard rock, soft rock, blue rock. | 11 de diciembre de 2013 | 22:14 23:58 | 26,8     | A (23:42) A (23:42) G (23:44) G (23:45) | Ver lista 1. This Old Heart of Mine (Is Weak for You) 2. Having a Party 3. Some Guys Have All the Luck 4. Tonight's the Night (Gonna Be Alright) 5. Young Turks 6. Rhythm of My Heart 7. Baby Jane 8. Just One More Day 9. Forever Young 10. The First Cut Is the Deepest 11. Have I Told You Lately That I Love You 12. Sweet Little Rock & Roller 13. Proud Mary 14. You're in My Heart (The Final Acclaim) 15. Hot Legs 16. Maggie May 17. Da Ya Think I'm Sexy? 18. Sailing |
| 2   | Gigi Martin                  | Humorista.                                                              | 17 de enero de 2014     | 00:12 00:52 | 00,0     | A (00:39) A (00:40) G (00:49) G (00:51) | Ver lista - Melón y Melame - Chistes cortos - Fiestas en el trabajo - Melón (de Melón y Melame) - Canción Yo sigo siendo aquel, de Raphael |
| 3   | Paloma San Basilio           | Cantante española melódica, lírica y jazz.                              | 20 de diciembre de 2013 | 00:59 02:02 | 00,0     | A (01:31) A (01:32) G (01:46) G (01:47) | Ver lista 1. América tiene amores (Fragmento de la Sinfonía "Los Tres Tiempos de América" del compositor chileno Luis Advis) 2. Cariño mío 3. Por qué me abandonaste 4. Luna de miel 5. Libre 6. La hiedra 7. Como tú 8. Beso a beso 9. No llores por mí, Argentina 10. Volver a los 17 11. Juntos 12. Vida 13. Siempre |
| 4   | Chloe Larsson                | Competencia internacional                                               | —                       | 02:21 02:24 | 00,0     |                                         | "Over the line" |
| 5   | Jeffery Straker              | Competencia internacional                                               | —                       | 02:25 02:28 | 00,0     |                                         | "Hypnotized" |
| 6   | Arsenium                     | Competencia internacional                                               | —                       | 02:29 02:32 | 00,0     |                                         | "Rumadai" |
| 7   | Ch'ila Jatun                 | Competencia folclórica                                                  |                         | 02:42 02:45 | 00,0     |                                         | "Boquita de miel" |
| 8   | Fáber Grajales y Aguambó Iré | Competencia folclórica                                                  | 02:47 02:50             |             | 00,0     | "Pa' dormí tranquilo"                   | |
| 9   | La Pájara                    | Competencia folclórica                                                  | 02:51 02:54             |             | 00,0     | "La retirada"                           | |
| 10  | La Sonora Palacios           | Banda chilena tropical y cumbia.                                        | 11 de diciembre de 2013 | 03:10 04:10 | 00,0     | A (03:28) A (03:29) G (03:59) G (04:00) | Ver lista 1. Los domingos 2. Candombe para José 3. A dónde irás ahora 4. Agua que no has de beber 5. El campesino 6. Sau-sau 7. El galeón español 8. Un año más 9. Viña, ciudad bella 10. Chile va al mundial 11. Negrito cumbá 12. Tiburón a la vista 13. Amaneciendo 14. Macondo 15. La arañita 16. Pobre caminante Corte de Transmisión. 1. Pagaras |

### Día 6 (viernes 28)
La noche de clausura se inició con la presentación de Jesse & Joy, que se llevaron los 4 premios del Festival. Al finalizar su actuación Carolina de Moras interrumpió su presentación, al asumir que había terminado. Continuó la presentación de las canciones ganadores de la Competencia folclórica y la Competencia internacional. Luego llegó el turno de Payahop, quienes se llevaron los 4 reconocimientos del público. Posteriormente se presentó Melendi, desde el jurado del Festival, quien obtuvo también todos los premios. Enseguida, le correspondió el turno a Tommy Torres, también desde el jurado del Festival, quien se llevó todos los reconocimientos del público. Para cerrar el Festival se presentó el dúo de reguetón, Alexis & Fido. Durante su presentación uno de sus integrantes dedicó la canción "Me gustas" a una actriz de Chilevisión y antes de terminar su presentación se filtraron nuevamente el listado de las canciones. Recibieron todos los galardones del público.
| N.º | Nombre          | Descripción                                              | Confirmación            | Actuación   | Sintonía | Premios                                 | Lista de temas / rutina |
| --- | --------------- | -------------------------------------------------------- | ----------------------- | ----------- | -------- | --------------------------------------- | --- |
| 1   | Jesse & Joy     | Dúo mexicano de pop latino y rock.                       | 18 de octubre de 2013   | 22:06 23:18 | 00,0     | A (22:39) A (22:39) G (22:46) G (22:47) | Ver lista 1. Espacio sideral 2. Me voy 3. ¿Con quién se queda el perro? 4. Esto es lo que soy 5. Llorar 6. Me quiero enamorar 7. Mi sol 8. Adiós 9. Ya no quiero 10. La de la mala suerte 11. Chocolate 12. Llegaste tú 13. ¡Corre! |
| 2   | La Pájara       | Presentación ganador de la Competencia folclórica.       | —                       | 23:37 23:39 | —        | G                                       | "La retirada" |
| 3   | Jeffery Straker | Presentación ganador de la Competencia internacional.    | —                       | 23:40 23:44 | —        | G                                       | "Hypnotized" |
| 4   | Payahop         | Dúo humorístico.                                         | 13 de febrero de 2014   | 23:48 00:23 | 00,0     | A (00:15) A (00:16) G (00:21) G (00:22) | Ver lista - Rimas al público - Rimas - Chistes sin censura - Chile y Perú - Droga - Chistes cortos - Animaciones musicales - Rimas musicales |
| 5   | Melendi         | Cantante español de rumba flamenca, rock y romanticismo. | 20 de diciembre de 2013 | 00:36 01:15 | 00,0     | A (00:53) A (00:53) G (01:00) G (01:14) | Ver lista 1. Lágrimas desordenadas 2. Cierra los ojos 3. Tu jardín con enanitos 4. Cheque al portamor |
| 6   | Tommy Torres    | Cantante pop latino puertorriqueño.                      | 11 de diciembre de 2013 | 01:15 01:54 | 00,0     | A (01:36) A (01:36) G (01:48) G (01:49) | Ver lista 1. Tarde o temprano 2. Corazón roto 3. Desde cuando 4. ¡Corre! 5. Pégate 6. Tu recuerdo 7. Imparable (junto a Jesse & Joy) 8. Querido Tommy 9. Pegadito |
| 7   | Alexis & Fido   | Dúo reguetonero puertorriqueño.                          | 11 de diciembre de 2013 | 02:09 03:20 | 00,0     | A (02:45) A (02:45) G (02:58) G (02:59) | Ver lista 1. 5 letras 2. Ojos que no ven 3. Energía 4. Donde estés, llegaré 5. Rescate 6. Camuflaje (Remix) 7. Me quiere besar 8. Me gustas tú 9. Rompe la cintura 10. Soy igual que tú 11. Bartender 12. Superhéroe 13. Contéstame el teléfono 14. Mala conducta 15. Alócate Cierre de transmisión. 1. Eso eh 2. Mayor que yo (Remix) |

## Competencias

### Jurado
- Tommy Torres
- Paloma San Basilio (presidenta del jurado)
- Gepe
- Francisca Lewin
- Melendi
- Macarena Pizarro
- Francisco Sazo
- Patricio Torres
- Carmen Gloria Arroyo
- Sebastián Phillips (jurado del pueblo)

### Competencia folclórica

#### Participantes
Los siguientes son los participantes del género folclórico en esta versión del Festival:
| País     | Título               | Intérprete                    | Letra y música                | Posición                   |
| -------- | -------------------- | ----------------------------- | ----------------------------- | -------------------------- |
| Chile    | La retirada          | La Pájara                     | Javiera Bobadilla             | Ganadora Mejor intérprete  |
| Bolivia  | Boquita de miel      | Ch'ila Jatun                  | Gonzalo Hermosa               | Finalista                  |
| Colombia | Pa' dormí tranquilo  | Fáber Grajales y Aguambó Iré  | Fáber Grajales                | Finalista                  |
| Ecuador  | Bailando bomba       | Carmen Grijalva y Pepe Ubilla | Carmen Grijalva y Pepe Ubilla | Eliminada en primera ronda |
| Honduras | Hablo español        | Polache                       | Paul Hughes                   | Eliminada en primera ronda |
| Perú     | Huaynito para cantar | Killary                       | Percy Navarro                 | Eliminada en primera ronda |

### Competencia internacional

#### Participantes
Los siguientes son los participantes del género internacional en esta versión del Festival:
| País       | Título                 | Intérprete      | Letra y música                                                    | Posición                   |
| ---------- | ---------------------- | --------------- | ----------------------------------------------------------------- | -------------------------- |
| Canadá     | "Hypnotized"           | Jeffery Straker | Jeffery Straker                                                   | Ganador                    |
| Rumania    | "Rumadai"              | Arsenium        | Arsenie Todiraș, Albert Josif, Edgar Josif                        | Finalista Mejor intérprete |
| Inglaterra | "Over the line"        | Chloe Larsson   | Chloe Larsson                                                     | Finalista                  |
| Chile      | "Solicitud de amistad" | Rufián Fuego    | Matías Radic                                                      | Eliminada en primera ronda |
| Italia     | "Italopop"             | Ally            | Alice Pigozzi, Lorenzo Confetta, Filippo Fenara, Raffaele Chiatto | Eliminada en primera ronda |
| México     | "No te olvides de mí"  | Ninah           | Blanca Rodríguez                                                  | Eliminada en primera ronda |

## Gala
La Gala del Festival de Viña del Mar da el puntapié inicial para inaugurar cada una de las ediciones, por esta desfilan los animadores del festival, así como  artistas, rostros de televisión, actores, periodistas, deportistas y modelos. En el desfile por la alfombra roja se enfrentaron a la Glam Cam (54 fotografías simultáneas), la cámara 360° y la «mani cam». Ésta fue conducida por Lucía López, con las entrevistas realizadas por Ignacio Gutiérrez y Francisca Merino[cita requerida] y los encargados de cerrarla fueron los animadores del Festival Carolina de Moras y Rafael Araneda.[cita requerida]

## Índice de audiencia
| Noche                                    | Fecha                                    | Índice de audiencia                      | Posición Diaria |
| ---------------------------------------- | ---------------------------------------- | ---------------------------------------- | --------------- |
| Gala                                     | 21 de febrero de 2014                    | 32,4%                                    | #1              |
| 1°                                       | 23 de febrero de 2014                    | 28,8%                                    | #1              |
| 2°                                       | 24 de febrero de 2014                    | 28,8%                                    | #1              |
| 3°                                       | 25 de febrero de 2014                    | 30,7%                                    | #1              |
| 4°                                       | 26 de febrero de 2014                    | 22,7%                                    | #1              |
| 5°                                       | 27 de febrero de 2014                    | 26,6%                                    | #1              |
| 6°                                       | 28 de febrero de 2014                    | 26,1%                                    | #1              |
| Rating Promedio (sin considerar la Gala) | Rating Promedio (sin considerar la Gala) | Rating Promedio (sin considerar la Gala) | 27,2%           |

## Reina del Festival

### Candidatas paraReina del Festival
| #             | País              | Candidata       | Ocupación            | Participa en              | Canal         | Resultados       |
| ------------- | ----------------- | --------------- | -------------------- | ------------------------- | ------------- | ---------------- |
| 1°            | Bandera de Chile  | Sigrid Alegría  | Actriz               | Mamá mechona              | Canal 13      | 152 votos 57,14% |
| 2º            | Bandera de Chile  | Karen Paola     | Cantante y animadora | Más vale tarde            | Mega          | 54 votos 20,30%  |
| 3º            | Bandera de Chile  | Javiera Acevedo | Modelo y actriz      | Apuesto por ti            | TVN           | 47 votos 17,67%  |
| 4º            | Bandera de México | Ninah           | Cantante             | Competencia Internacional | —             | 11 votos 4,14%   |
| Votos nulos   | Votos nulos       | Votos nulos     | Votos nulos          | Votos nulos               | Votos nulos   | 2 votos 0,75%    |
| Votos Totales | Votos Totales     | Votos Totales   | Votos Totales        | Votos Totales             | Votos Totales | 266 100%         |